# Pelecanoides georgicus
El potoyunco de Georgia o yunco geórgico (Pelecanoides georgicus) es una especie de ave procelariforme de la familia Pelecanoides que vive en los océanos del hemisferio sur, encontrándose en las islas del Índico sur, las islas e islotes alrededor de Nueva Zelanda y el sureste de Australia.

## Taxonomía
Fue descrito científicamente por el ornitólogo estadounidense Robert Cushman Murphy y su compañero Francis Harper en 1916. Su nombre científico georgicus procede de las islas donde inicialmente se identificó la especie: las islas Georgias del Sur.

## Descripción
El potoyunco de Georgia es un pequeño procelariforme, que mide entre 20–25 cm de largo y pesa entre 86–186 g. Su plumaje es negro en las partes superiores y blanquecino en las inferiores y tiene un gran pico negro. Sus alas tienen pequeñas listas blancas. Su cara y cuello pueden ser más pardas que negras. Sus patas son azuladas. Salvo que se le observe muy de cerca es indistinguible del potoyunco común. El potoyunco común tiene una trama de primarias de color pardo, mientras que el geórgico las tiene de color más claro. Los potoyuncos comunes tienen picos más pequeños y estrechos que los geórgicos. Otra diferencia es que los potoyuncos geórgicos tienen una línea oscura en la parte posterior de sus párpados. Además hay una ligera diferencia de tamaño.

## Distribución y hábitat
Anida en colonias en las islas subantárticas. Cría en las islas Georias del Sur en el Atlántico sur y en las islas del Príncipe Eduardo, Crozet, Kerguelen y las islas Heard y McDonald en el Índico meridional. En Nueva Zelanda cría en la isla Codfish y antes criaba en las islas Auckland. Tras la época de cría se dispersa por los mares circundantes y se registran individuos divagantes en las islas Malvinas y Australia.

## Comportamiento

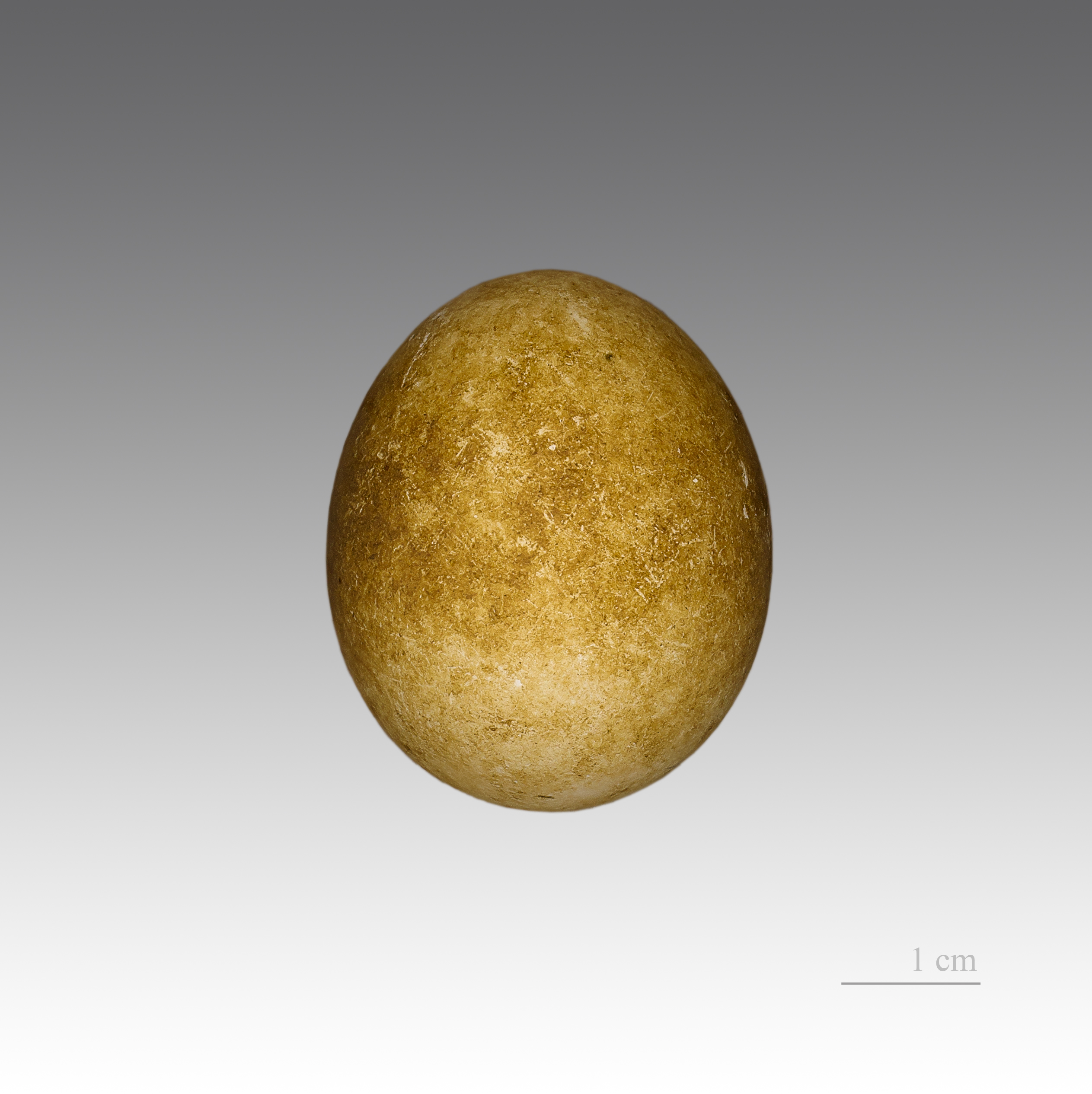
Huevo de Pelecanoides georgicus.

El potoyunco geórgico se alimenta principalmente de crustáceos del plancton, particularmente krill, pero también se alimenta de pequeños peces y cefalópodos jóvenes. Los  potoyuncos de Georgia son notables buceadores. Existen registros de haber alcanzado profundidades de 48,6 m, aunque la mayoría de las veces profundizan entre los 20,4–24,4 m.
Su estación de cría es de octubre a febrero. Generalmente escarban madrigueras laderas con vegetación, de alrededor de 1,5 m de profundidad donde instalan sus nidos, aunque a veces los construyen sobre el suelo liso. Las hembras ponen un huevo que incuban durante 44–52 días. Los pollos tardan en desarrollarse entre 43–60 días. Las principales amenazas para los pollos son los págalos, gatos, ratas y las wekas. Se extinguieron de las islas Auckland porque los Leones marinos de Nueva Zelanda destruían sus nidadas.